# Peridroma rufa
Peridroma rufa là một loài bướm đêm trong họ Noctuidae.